# Kantongerecht Harlingen
Het kantongerecht Harlingen was van 1838 tot 1934 een van de kantongerechten in Nederland. Het gerecht maakte oorspronkelijk gebruik van het gemeentehuis van Harlingen. Het kreeg in 1884 een eigen gebouw aan het Havenplein, ontworpen door W.C. Metzelaar. Het gerechtsgebouw is een rijksmonument. Harlingen was een kantongerecht der 2de klasse.